# Prats i Sansor
Prats i Sansor är en kommun i Spanien.   Den ligger i provinsen Província de Lleida och regionen Katalonien, i den nordöstra delen av landet, 500 km öster om huvudstaden Madrid. Antalet invånare är 296. Arean är 6,6 kvadratkilometer. Prats i Sansor gränsar till Isòvol, Das, Urús, Riu de Cerdanya och Bellver de Cerdanya. 
Terrängen i Prats i Sansor är platt österut, men västerut är den kuperad.